# Марк Шагал
Марк Шага́л (фр. Marc Chagall, Мойше Захарович Шагал, або Мовша Хацкелевич Шагалов; 24 червня (7 липня) 1887, Ліозна, Оршанський повіт Могилевської губернії (нині Білорусь) — 28 березня 1985 року, Сен-Поль-де-Ванс, Прованс, Франція) — білоруський і французький художник-авангардист і графік єврейського походження.

## Життєпис

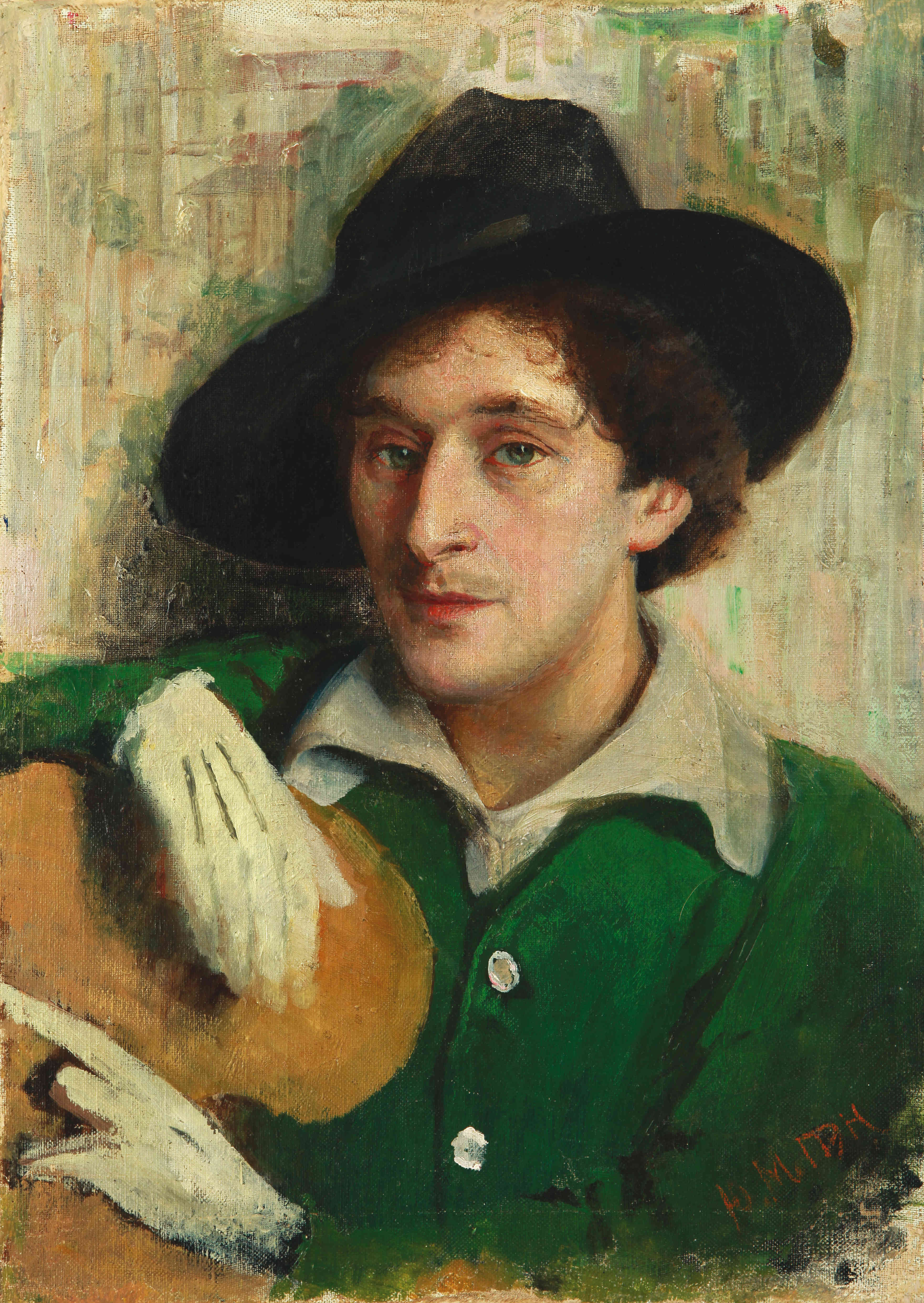
Портрет Марка Шагала роботи Ю. Пена

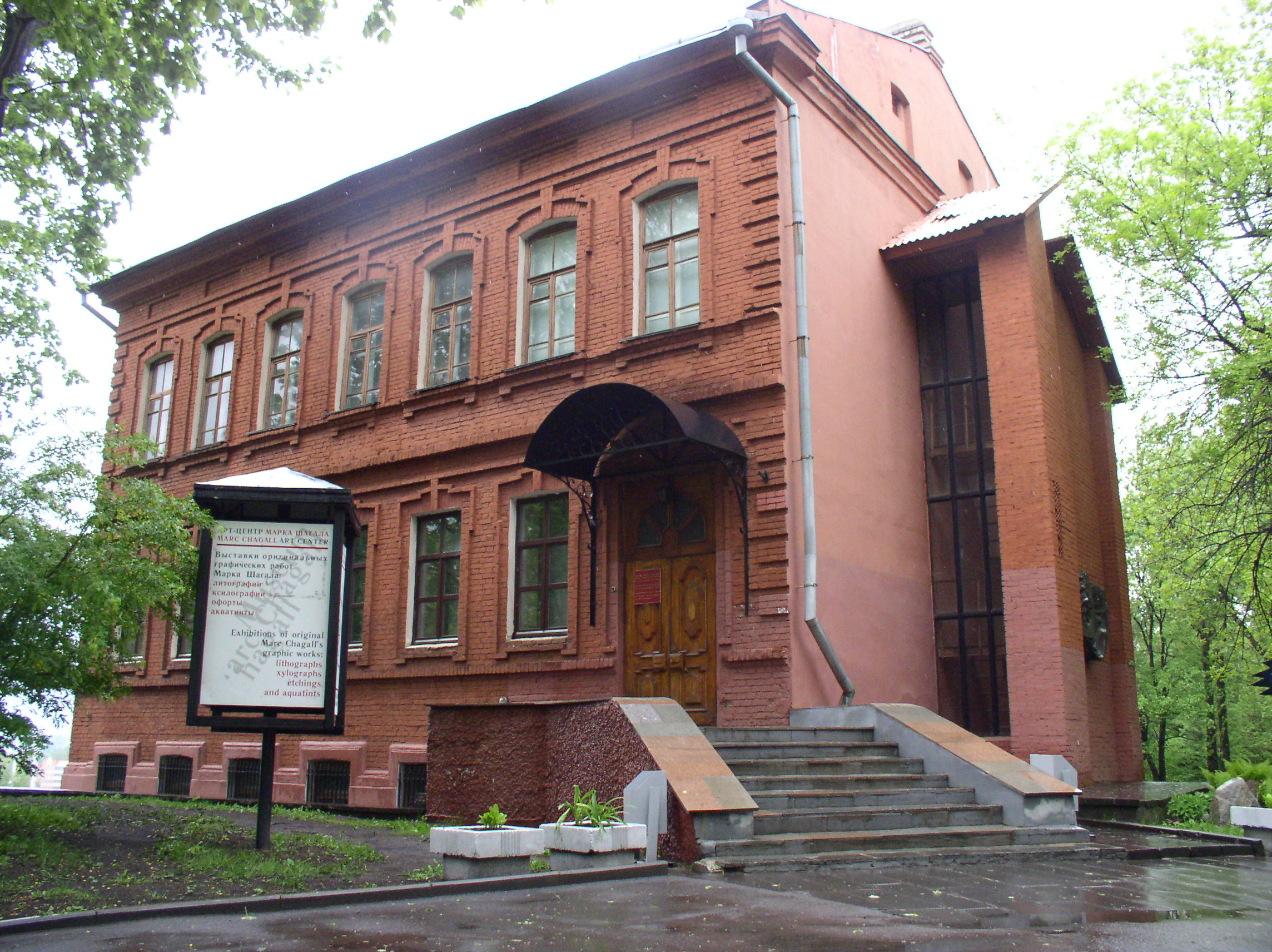
Артцентр Марка Шагала. Вітебськ, Білорусь

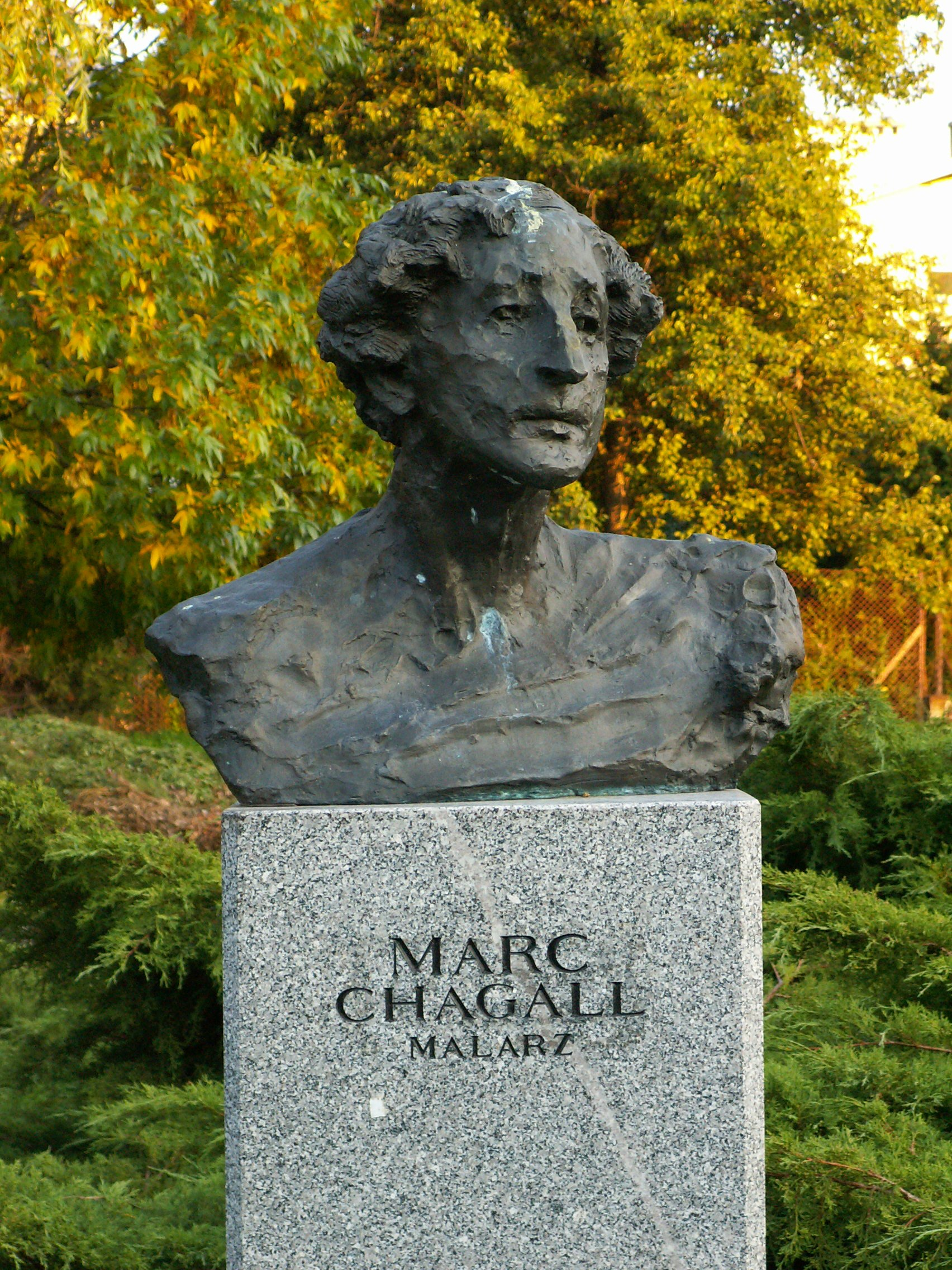
Погруддя Марка Шагала у провулку Знаменитості в Кельцях (Польща)

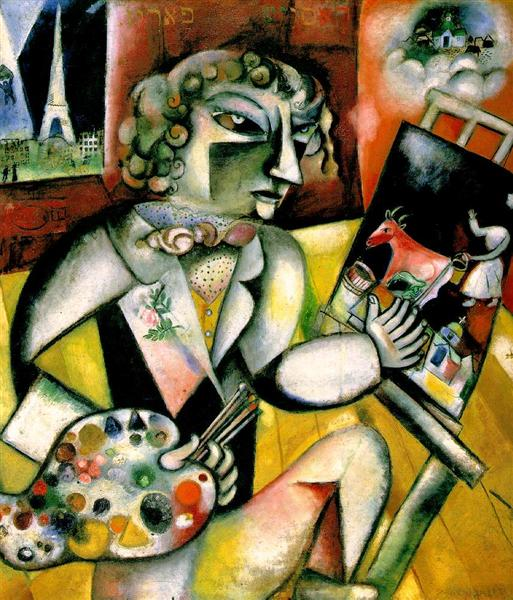
Марк Шагал. Автопортрет із сімома пальцями, 1913

Народився 24 червня (6 липня) 1887 року в єврейській родині в містечку Ліозна поблизу Вітебська або, за іншими даними, в самому Вітебську, у межі єврейської осілості Російської імперії. Прадід Марка Шагала — Сегал Хаїм, білоруський маляр XVIII сторіччя. Батько майбутнього художника, Хацкель-Мордух, та його мати, Фейге-Іте, походили з Ліозни, тож значну частину дитинства Марк Шагал провів у цьому містечку в будинку свого діда. «Батько мій із дитячих років був прикажчиком на складі оселедців», — писав сам художник в офіційних документах.
У 1900—1905 роках Шагал навчався у Вітебському чотирикласному училищі. Там же художник познайомився зі своєю майбутньою дружиною, своєю єдиною музою — Беллою Розенфельд. Дівчина походила з родини заможних вітебських ювелірів, відвідувала в Москві «Вищі жіночі курси» професора Гер'є (тема її диплому — творчість Федора Достоєвського).
У 1906 році Марк Шагал навчався образотворчому мистецтву в художній школі вітебського живописця Ю. М. Пена, а потім переїхав до Петербурга (його батько «кинув під стіл 27 рублів») і протягом двох сезонів займався в Рисувальній школі Товариства заохочення мистецтв, очолюваній Н. К. Реріхом. У 1909—1911 роках Шагал продовжував заняття у Леона Бакста (Лейби Шмуельовича Розенберга) в приватній художній школі О. М. Званцевої. Навчання у Бакста «не пішло»: Лейба Шмуельович висловився, що Шагал «…талановитий, але нехлюй і йде не тією дорогою». Жив Шагал дуже бідно, працював ретушером. Але малював дуже багато, дні й ночі безперервно. В Петербурзі написав свої знамениті картини «Похорон» (із небіжчиками, які лежать на темній вуличці міста) та «Народження». Там же, в Петербурзі, він знайшов свого першого справжнього шанувальника, відомого адвоката, депутата Думи Максима Мойсейовича Вінавера. Той придбав у Шагала дві картини й дав йому невелику стипендію для навчання в Парижі. Шагал потім усе життя називав Вінавера своїм другим батьком.
У 1911 році на отриману стипендію Шагал їде в Париж продовжувати навчання. Там він познайомився з художниками і поетами-авангардистами. Париж Шагал полюбив одразу, називаючи його «другим Вітебськом». Оселився він у «гуртожитку» бідної богеми Монпарнасу — знаменитому дванадцятикутному «Вулику». Познайомився з усіма — Максом Жакобом, Гійомом Аполлінером, критиком Канудо, Блезом Сандраром. У роботах цього періоду вже відчувається вплив Пікассо, Анрі Матісса й інших, хоча вже тоді творчість Шагала носить печатку яскравої та неповторної індивідуальності. Його роботи починають виставлятися в Парижі. В 1914 році Шагалу влаштовують персональну виставку в Берліні, але перед нею він вирішує з'їздити додому, у Вітебськ, на весілля сестри.
У 1914 році Шагал повертається до Вітебська. Планував на три місяці, але залишився на 10 років: війна, Жовтневий переворот. 25 липня 1915 року відбулося весілля художника з Беллою, дочкою багатого ювеліра. Чотири роки дівчина чекала «якогось художника». У своєму щоденнику Шагал запише: «Жодної роботи не закінчую, поки не почую її "так" або "ні"». У них виросла дочка Іда, згодом біографка та дослідниця творчості свого батька.
У вересні 1915 року Шагал їде в Петербург (на той час — Петроград), вступає на службу у Воєнно-промисловий комітет. Наступного року збирає єврейське товариство заохочення мистецтв, у 1917 році з родиною повертається до Вітебська. Після Жовтневого перевороту художника призначають уповноваженим комісаром у справах мистецтв Вітебської губернії.
У 1920 році Шагал їде до Москви і за рекомендацією А. М. Ефроса влаштовується працювати в Єврейський камерний театр. Через рік художник працює викладачем у підмосковній єврейській трудовій школі-колонії III Інтернаціоналу для безпритульників у Малаховці. І весь час малює — день і ніч, і день і ніч безперервно. У 1922 році разом із родиною їде спочатку в Литву (в Каунасі проходить його виставка), а потім — до Німеччини. Восени 1923 року на запрошення Амбруаза Воллара сім'я Шагала їде в Париж.
У 1937 році Шагал отримує французьке громадянство. В 1941 році керівництво Музею сучасного мистецтва в Нью-Йорку запрошує художника переїхати з контрольованої нацистами Франції до США, тож влітку 1941 року сім'я Шагала приїжджає у Нью-Йорк. У 1944 році помирає дружина художника, Белла — від сепсису, ускладненого цукровим діабетом.
А через рік, коли Шагалу було 58, у нього виник роман із Вірджинією Макнілл-Хаггард, дочкою колишнього британського консула в США, якій на той момент було трохи за 30. У них народився син Девід. У 1947 році Шагал повернувся у Францію. А в 1952 році він одружується з «Вавою» — Валентиною Бродською. Другий шлюб був щасливим, але музою залишалася тільки Белла, він до самої смерті відмовлявся говорити про неї як про померлу. Шагал у 1966 намалював портрет Вави. Бродська померла в 1997 році, переживши Шагала на 12 років.
У 1973 році художник приїжджає у СРСР на запрошення радянського міністерства культури. Відвідує Москву й Ленінград, проводить виставку в Третьяковській галереї, дарує Третьяковці та Музею образотворчих мистецтв ім. О. С. Пушкіна свої роботи. Від відвідування Вітебська художник відмовився.
1997 рік — перша виставка художника в Білорусі, посмертна.
Шагал помер 28 березня 1985 року в прованському місті Сен-Поль-де-Ванс від серцевого нападу. Похований на місцевому кладовищі. До кінця життя в його творчості простежувалися «вітебські» мотиви. Існує «Комітет Шагала», до складу якого входять чотири спадкоємці художника. Повного каталогу робіт художника немає.
Крім художньої творчості, Шагал протягом усього життя публікував вірші, публіцистичні есе та мемуари на їдиші.

## Україна в творчості Шагала
Найвідоміший твір Марка Шагала про Україну — картина «Українська родина», 1941—1943 року.

## Обережно: комітет Шагала не повертає підробки
За правилами, які встановив «Комітет Шагала», картини, передані Комітету на експертизу, якщо їхня справжність не встановлена, не повертаються власникам, а знищуються. Це викликає конфлікти, звинувачення у крадіжці. Відома історія, коли англійський бізнесмен Мартин Ланг ще у 1992 році придбав картину, як вважалося, Марка Шагала за 100 тис. фунтів (близько 160 тис. доларів). У 2014 році «Комітет Шагала», якому Ланг надав картину для експертизи, виявив, що картина — підробка, але не повернув її власнику (така була умова надання картини у Комітет), а постановив спалити її.

## Твори

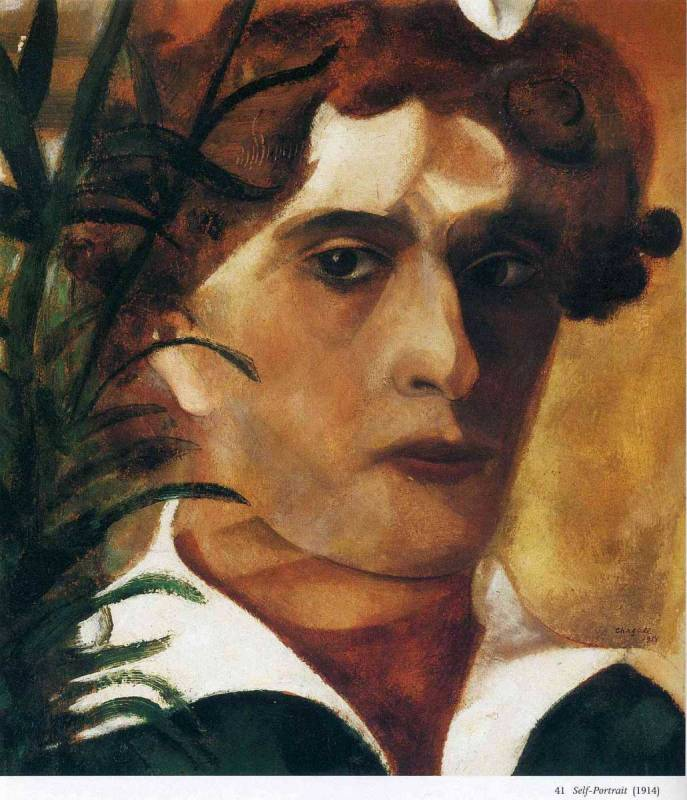
Автопортрет, 1914
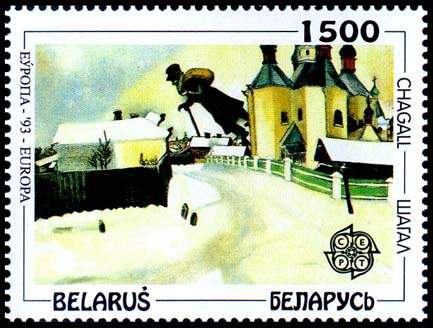
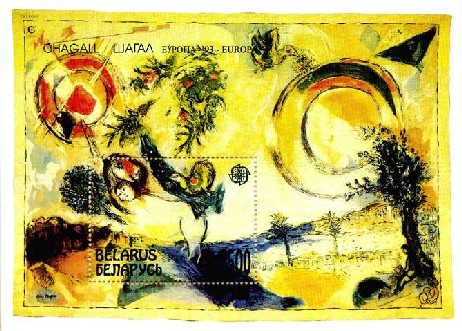
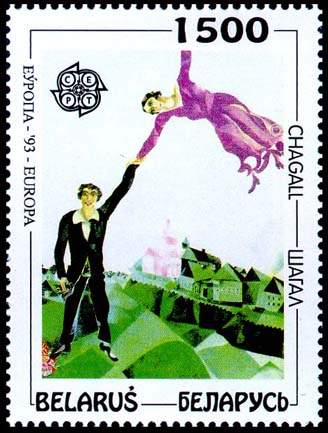
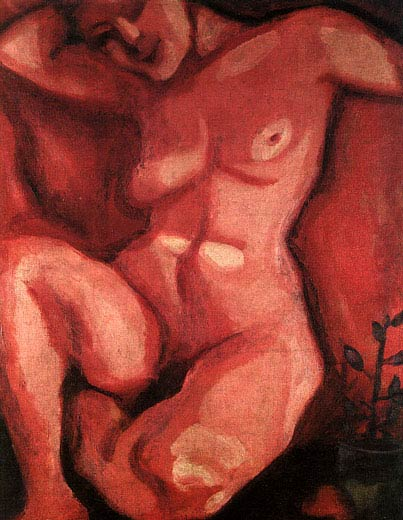
Червона оголена